# Ѡ (слово ћирилице)
Омега (Ѡ, ѡ или Ѡ, ѡ; искошено: Ѡ, ѡ или Ѡ, ѡ) слово је које се користило у старословенској ћирилици. Његово име и облик су изведени од грчког слова Омега (Ω ω).
У неким облицима омега се меша са словом W.
За разлику од грчког, словенски језици су имали само један звук слова (/о/), тако да се омега користила у поређењу са словом О (О о), које је изведено од грчког слова омикрон. У старијем облику „устава”, писање омеге се користило углавном због њене бројевне вредности (800), а ретко се појављивало чак и у грчким речима.
Савремени црквенословенски језик је развио строга правила за коришћење ових словних облика.
Из српског језика, слово омега је избачено реформом Вука Стефановића Караџића. Данас би се у српском језику писало једино као кратко наглашено о (ò; нпр. òловка, òрмар, итд.).

## Рачунарски кодови
| Знак                      | Ѡ                            | Ѡ                            | ѡ                          | ѡ                          |
| ------------------------- | ---------------------------- | ---------------------------- | -------------------------- | -------------------------- |
| Назив у Уникоду           | ВЕЛИКО ЋИРИЛИЧНО СЛОВО ОМЕГА | ВЕЛИКО ЋИРИЛИЧНО СЛОВО ОМЕГА | МАЛО ЋИРИЛИЧНО СЛОВО ОМЕГА | МАЛО ЋИРИЛИЧНО СЛОВО ОМЕГА |
| Врста кодирања            | децимална                    | хексадецимална               | децимална                  | хексадецимална             |
| Уникод                    | 1120                         | U+0460                       | 1121                       | U+0461                     |
| UTF-8                     | 209 160                      | D1 A0                        | 209 161                    | D1 A1                      |
| Нумеричка референца знака | &#1120;                      | &#x460;                      | &#1121;                    | &#x461;                    |